# Marabouparkens konsthall

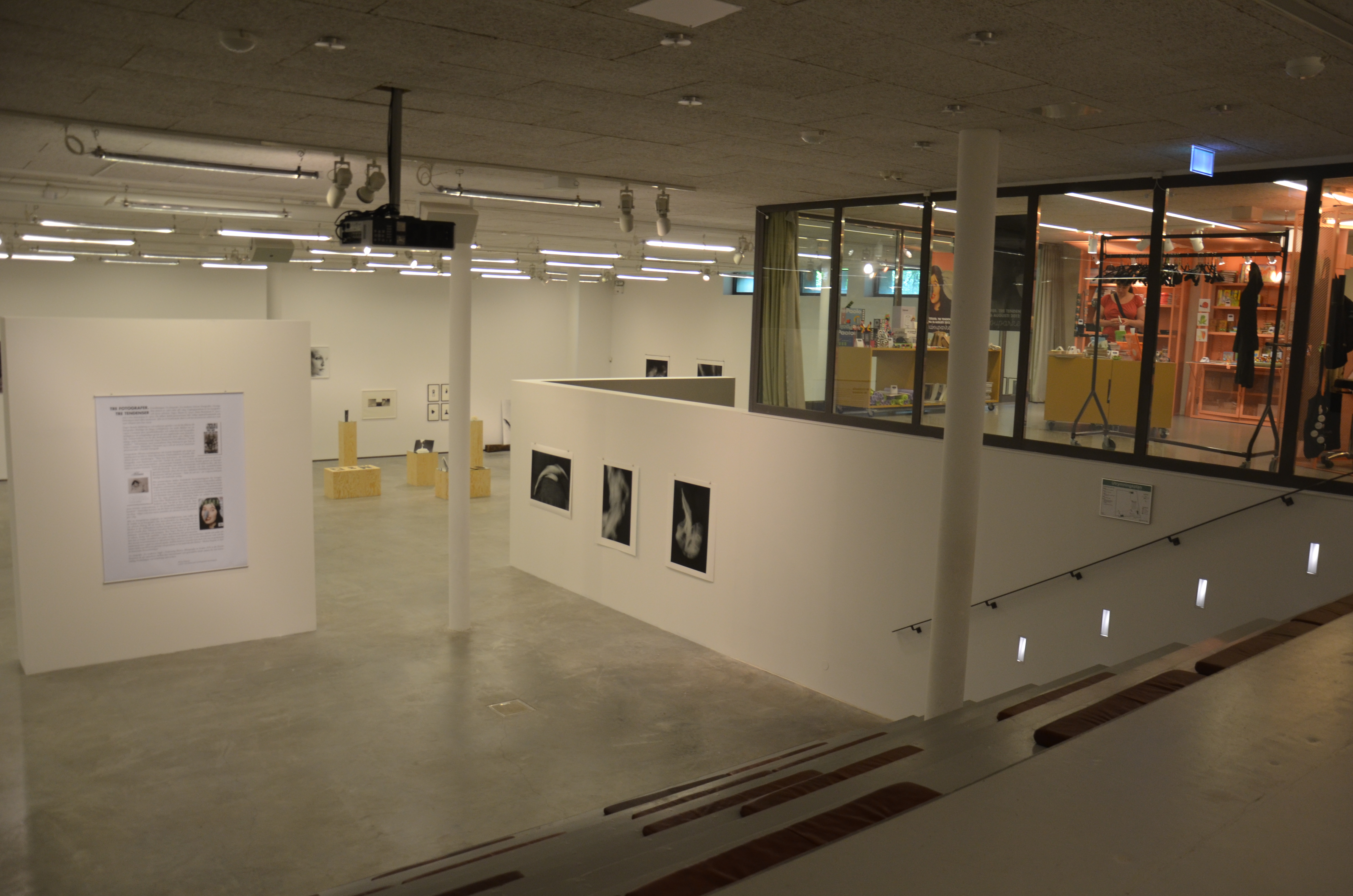
Marabouparken konsthall.

Marabouparkens konsthall är en svensk konsthall i Marabouparken i centrala Sundbyberg.
Marabouparkens konsthall invigdes den 28 augusti 2010 och är byggd under marken i parkens östra del, i direkt anslutning till den av Artur von Schmalensee ritade kakaolaboratoriebyggnaden.  